# Långtjärnen (Revsunds socken, Jämtland, 697838-145960)
Långtjärnen är en sjö i Bräcke kommun i Jämtland och ingår i Ljungans huvudavrinningsområde.